# لویی اشپور
لویی اشپور (به آلمانی: Louis (Ludwig) Spohr) (تلفظ آلمانی: [ˈlu:i ˈʃpo:ɐ]) (۵ آوریل ۱۷۸۴ – ۲۲ اکتبر ۱۸۵۹) آهنگساز، رهبر ارکستر و نوازندهٔ ویولن آلمانی بود.

## برخی آثار
- ۹۰ لید
- ۱۰ سمفونی
- ۱۸ کنسرتو ویولن
- ۴ کنسرتو کلارینت
- ۶ سونات برای ویلون و هارپ
- ۳۴ چهارنوازی برای سازهای زهی
- ۵ سه‌نوازی برای ویولن، ویولنسل و پیانو
- پنج‌نوازی برای فلوت، کلارینت، هورن، باسون و پیانو